# Кентаро Мијура
Кентаро Мијура (三浦 建太郎, Miura Kentarō; Чиба, 11. јул 1966 — 6. мај 2021) био је јапански манга уметник, најпознатији по делу Берсерк.

## Биографија
Мијура је рођен 11. јула 1966. године у јапанском граду Чиба. Прву мангу написао је са десет година, назвавши је Miuranger. Објављивала се у школским новинама, са укупно 40 томова. Наредне, 1977. године написао је своју другу мангу, Ken e no Michi, у којој је први пут користио туш. Крајем основне школе почео је да користи професионалне цртачке технике.
Године 1982., Мијура се придружио школском цртачком клубу. Тамо је упознао свог најбољег пријатеља, и будућег колегу, Коуџија Морија. Заједно су радили на доџиншију (дело базирано на већ постојећој франшизи) за манга ревију Weekly Shōnen Sunday, али је рад одбијен у последњем кругу. Са осамнаест година је радио као асистент за мангаку Џорџа Морикаву, који је приметио Мијурин таленат и рекао да нема шта више да га научи. Мијура је већ тада радио на цртежима ратника са великим мачем, који ће касније постати протагониста у његовој најпознатијој манги Берсерк.
Године 1985., Мијура је уписао уметнички факултет. На пријемни је послао кратак рад под називом Футатаби, због кога је касније освојио награду на такмичењу које спроводи часопис Weekly Shōnen Magazine. Исте године, објавио је мангу НОА у часопису Fresh Magazine, али није доживела нарочити успех. Године 1988., док је радио заједно са Буронсоном на манги Ōrō, Мијура је објавио прототип Берсерка у Хакусеншиној ревији Monthly ComiComi, и освојио награду због њега. Серијализација Берсерка започета је 1989. године. Годину дана касније објављен је наставак његове и Буронсонове манге, под називом Ōrō Den. Њих двојица су наставили да раде заједно, и 1992. године објавили мангу Јапан.
Године 1997., надгледао је продукцију Берсерк анимеа, и касније једне од игрица. Освојио је Културолошку награду „Тезука Осаму“ 2002. године у категорији за одличан рад. Убрзо је почео да успорава рад на Берсерку,  али је 2013. године објавио једнократну причу Gigantomakia. Године 2019. Мијурин студио Гага објавио је кратку мангу под називом Дуранки.

## Смрт
Мијура је преминуо 6. маја 2021. године због дисекције аорте. Хакусенша је 20. маја објавила вест о његовој смрти. Последње поглавље Берсерка које је Мијура нацртао објављено је постхумно у септембарском издању 2021. године, и од тада на манги ради његов најбољи пријатељ Коуџи Мори.

## Дела
- Футатаби (再び) (1985; једнократна прича објављена у Коданшиној манга ревији )[20]
- Ноа (1985; једнократна прича објављена у Коданшиној манга ревији )[9]
- Прототип Берсерка (ベルセルク ) (1988; једнократна прича објављена у Хакусеншиној манга ревији )[21]
- (王狼) (1989; написао Буронсон, илустровао Мијура; серијализовано у Хакусеншиној манга ревији )[22]
- Берсерк (ベルセルク ) (1989– ; серијализовано у Хакусеншиним манга ревијама Monthly Animal House (1989–1992) и Young Animal (1992– ))[21]
- (王狼伝) (1990; написао Буронсон, илустровао Мијура; серијализовано у Хакусеншиној манга ревији )[22]
- Јапан (ジャパン) (1992; написао Буронсон, илустровао Мијура; серијализовано у Хакусеншиној манга ревији )[22]
- (ギガントマキア) (2013–2014; серијализовано у Хакусеншиној манга ревији )[21]
- Дуранки (ドゥルアンキ) (2019–2020; серијализовано у Хакусеншиној манга ревији )[21]